# Kastanjestjärtad myrfågel
Kastanjestjärtad myrfågel (Sciaphylax hemimelaena) är en fågel i familjen myrfåglar inom ordningen tättingar.

## Utseende och läte
Kastanjestjärtad myrfågel är en liten myrfågel som gör skäl för sitt namn med sin tydligt rödbruna stjärt. Hanen har mörkgrått på huvud och bröst, medan buken är vit. Honan är genomgående rödbrun. Båda könen har vita vingfläckar.

## Utbredning och systematik
Kastanjestjärtad myrfågel delas in i två underarter:
- Sciaphylax hemimelaena hemimelaena – förekommer i östra Peru (söder om Provincia de Marañón) till nordvästra Bolivia och sydvästra Amazonområdet i Brasilien
- Sciaphylax hemimelaena pallens – förekommer i centrala Brasilien, söder om Amazonfloden till nordöstra Bolivia (östra Santa Cruz)

## Levnadssätt
Kastanjestjärtad myrfågel hittas i en rad olika miljöer som ungskog, bambu och undervegetation i högväxt skog. Där påträffas den nära marken i tät växtlighet, enstaka eller i par.

## Status och hot
Arten har ett stort utbredningsområde, men tros minska i antal, dock inte tillräckligt kraftigt för att den ska betraktas som hotad. Internationella naturvårdsunionen IUCN listar arten som livskraftig (LC).